# Heredero natural

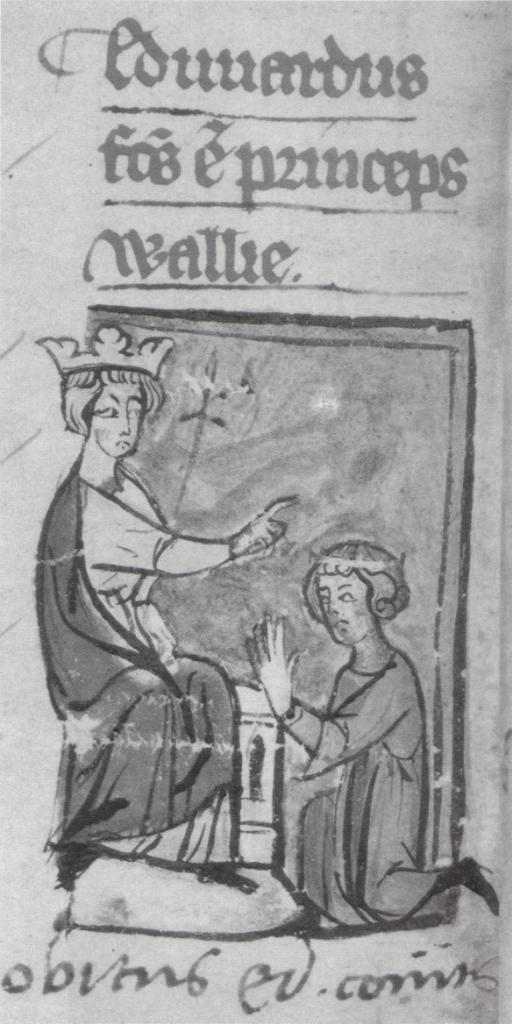
Eduardo I creando a su hijo, el posterior Eduardo II, príncipe de Gales, 1301. El texto dice: "Eduuardus factus est princeps Wallie" (Eduardo es nombrado príncipe de Gales).

Un heredero natural o heredero aparente es una persona que una vez nacida no puede ser sustituida por ningún otro nacimiento posteriormente para ocupar un título hereditario. Si bien el término es genérico para cualquier título nobiliario, comúnmente se refiere al heredero de una monarquía. Es contrario a un heredero presuntivo que, si bien es primero en la línea de sucesión, puede ser desplazado por el nacimiento de un heredero más elegible.

## Lista de actuales herederos naturales
Actualmente hay un total de veinte herederos naturales en el mundo:
| País           | Heredero natural                                      |
| -------------- | ----------------------------------------------------- |
| Arabia Saudita | Príncipe heredero Mohamed bin Salmán                  |
| Baréin         | Príncipe heredero Salman bin Hamad bin Isa Al Khalifa |
| Bélgica        | Princesa Isabel, duquesa de Brabante                  |
| Brunéi         | Príncipe heredero Al-Muhtadee Billah                  |
| Bután          | Príncipe dragón Jigme Namgyel Wangchuck               |
| Dinamarca      | Príncipe heredero Cristián, conde de Monpezat         |
| Jordania       | Príncipe heredero Hussein bin Al Abdalá               |
| Kuwait         | Príncipe heredero Ahmad Nawaf Al-Ahmad Al-Sabah       |
| Lesoto         | Príncipe heredero Lerotholi Seeiso                    |
| Liechtenstein  | Príncipe heredero Luis, conde de Reitberg             |
| Luxemburgo     | Gran duque heredero Guillermo                         |
| Marruecos      | Príncipe heredero Moulay Hassan                       |
| Mónaco         | Príncipe heredero Jaime, marqués de Baux              |
| Noruega        | Príncipe heredero Haakon                              |
| Países Bajos   | Princesa Catalina de Orange                           |
| Reino Unido    | Guillermo, príncipe de Gales                          |
| Omán           | Príncipe heredero Theyazin bin Haitham Al Said        |
| Suecia         | Princesa heredera Victoria, duquesa de Västergötland  |
| Tonga          | Príncipe heredero Tupouto'a 'Ulukalala                |